# Elisabeth Kulmann
Elisabeth Kulmann (Елисавета Борисовна Кульман/Jelissaweta Borissowna Kulman) (San Pietroburgo, 17 luglio 1808 – San Pietroburgo, 1º dicembre 1825) è stata una poetessa, filologa e traduttrice russa che ha lavorato principalmente in lingua russa, tedesca e italiana.

## Biografia
Elisabeth Kulmann fu una degli otto figli di Boris Fedorovich Kulmann e Mary Rosenberg. La famiglia viveva sull'Isola Vasil'evskij, al centro di San Pietroburgo, dove il padre lavorava come consigliere di collegio, carica che aveva ricevuto una volta conclusa la carriera da capitano di nave. Elisabeth ebbe un'infanzia minata dai lutti famigliari, e prima dell'adolescenza perse il padre e sei dei suoi sette fratelli.
Fin da bambina dimostrò straordinarie capacità in ambito filologico. Sotto la guida del precettore Karl Grosgeynrikh studiò numerose lingue antiche e moderne: a dieci anni conosceva italiano, francese e tedesco, e a quattordici latino, greco antico e moderno, inglese, spagnolo, portoghese e slavo antico; includendo il russo come lingua madre, la Kulmann arrivò a padroneggiare undici lingue. Lo studio delle lingue venne messo a frutto sia per la traduzione della letteratura antica dal greco e dal latino di autori come Omero e Orazio, sia per la scrittura delle proprie poesie: entro la sua precoce morte all'età di 17 anni, la Kulmann compose oltre mille poesie, quasi tutte in tripla versione russa, tedesca e italiana.
Nonostante la breve vita e la scarsa fortuna critica successiva, durante il XIX secolo la fama di Elisabeth Kulmann arrivò nel mondo germanofono. In particolare, il compositore Robert Schumann la considerava una bambina prodigio e fu completamente rapito dal suo mondo interiore, in cui si rispecchiava completamente al punto da musicare alcune sue poesie in cui riconobbe dei suoi tratti biografici. Il compositore conservò caramente una sua immagine fino alla morte.
La Kulmann morì a 17 anni e venne sepolta nella sezione luterana del Cimitero Smolenskij a San Pietroburgo. La tomba marmorea raffigura la ragazza su un letto di rose e venne scolpita da Alexander Triscorni, uno scultore di origine italiana. La tomba riporta iscrizioni in varie lingue, fra cui il latino: Prima Russicarum operam dedit idiomati graeco, undecim novit linguas, loquebatur octo, quamquam puella poetria eminens ("La prima ragazza russa a conoscere il greco e a conoscere undici lingue, parlarne otto, ed essere una eccellente poetessa"). Negli anni 1930 le autorità sovietiche traslarono i resti della Kulmann nel Cimitero Tichvin, all'interno del Monastero di Aleksandr Nevskij.

## Opere
Dopo il titolo sono indicati la città e l'anno di pubblicazione delle varie edizioni.
- Sämmtliche Gedichte, San Pietroburgo, 1835
- Saggi poetici, San Pietroburgo, 1839
- Sämmtliche Gedichte, Lipsia, 1844
- Saggi poetici di Elisabetta Kulmann, Milano, 1845, 1846, 1847
- Sämmtliche Dichtungen, Francoforte sul Meno, 1851
- Dichtungen. Ausgewahlt und mit einer Einleitung versehen von Franz Miltner, Heidelberg, 1875
- Mond, meiner Seele Liebling: e.Ausw. ihrer Gedichte, Heidelberg, 1981

## Opere musicali
- Robert Schumann, Mädchenlieder von Elisabeth Kulmann für 2 Sopran-St. jder Sopran u. Alt mit Begleitung des Pianoforte op. 103, Lipsia, 1851
- Robert Schumann, Sieben Lieder von Elisabeth Kulmann zur Erinnerung an die Dichterin für eine Singstimme mit Begleitung des Pianoforte op.104, Lipsia, 1851